# Torsten Engelage
Torsten Engelage (* 4. Jänner 1981 in Wien) war von November 2006 bis zu seinem Rücktritt im Oktober 2007 Verbandsvorsitzender der Sozialistischen Jugend Österreich.

## Leben
Engelage wuchs  im Bezirk Korneuburg in Niederösterreich auf. Er engagierte sich das erste Mal politisch 1998 in der niederösterreichischen Landesorganisation der Aktion Kritischer Schülerinnen und Schüler. Bis 2000 war Engelage Landesvorsitzender dieser Organisation. Von 2001 bis 2004 bekleidete Engelage das Amt des Verbandssekretärs der Sozialistischen Jugend Österreich. Außerdem war er von 2003 bis 2005 Vizepräsident der Europäischen Jungsozialistinnen und Jungsozialisten.
Am 4. November 2006 wurde Engelage als Nachfolger von Ludwig Dvorak zum Verbandsvorsitzenden der Sozialistischen Jugend Österreich gewählt. Engelage bekräftige bei seiner Wahl, die politische Linie seiner Vorgänger Andreas Kollross und Ludwig Dvorak fortführen zu wollen. Am 15. Oktober 2007 wurde überraschend Engelages vorzeitiger Rücktritt als Verbandsvorsitzender der Sozialistischen Jugend Österreich bekannt. Angegeben für diesen Schritt wurden private Gründe. Nachfolger Engelages wurde Wolfgang Moitzi. In Engelages Amtszeit war u. a. eine Kampagne für die Bildung einer SPÖ-Minderheitsregierung nach der Nationalratswahl 2006 sowie Proteste gegen die im Januar 2007 angelobte SPÖ-ÖVP-Regierung gefallen. Ein angekündigtes Jugendvolksbegehren konnte nicht in die Realität umgesetzt werden.
Von 2007 bis 2008 war er außerdem Vorsitzender der Österreichischen Bundesjugendvertretung.
Engelage studiert Rechtswissenschaft in Innsbruck.